# Orange, California
Orange este un oraș din comitatul Orange, statul  California,  Statele Unite ale Americii. Orașul este situat la altitudinea de 59 m, se întinde pe suprafața de 69,9 km², dintre care 60,6 km² este uscat, și avea în anul 2000 o populație de 128.821 de locuitori. Localitatea aparține de zona metropolitană Los Angeles.
Orange a fost întemeiat în anul 1859 de Andrew Glassell și Alfred Chapman, fiind declarat oraș în anul 1888. Până în anul 1950, precum și în celelalte orașe vecine, numărul populației a marcat o creștere lentă. Fiind în apropiere de Los Angeles și aflat la intersecția unor artere principale de circulație rutieră, orașul se va dezvolta ulterior rapid.

## Persoane notabile
- Toni Childs, cântăreț
- Sammi Smith, cântăreață
- Michael Orozco, fotbalist
- Lesley Bush, atletă, campioană olimpică la săriturile de pe trambulină
- Jessica Hardy, înotătoare